# Samsons-Lion
Samsons-Lion è un comune francese di 93 abitanti situato nel dipartimento dei Pirenei Atlantici nella regione della Nuova Aquitania.

## Società

### Evoluzione demografica
Abitanti censiti